# Políxena

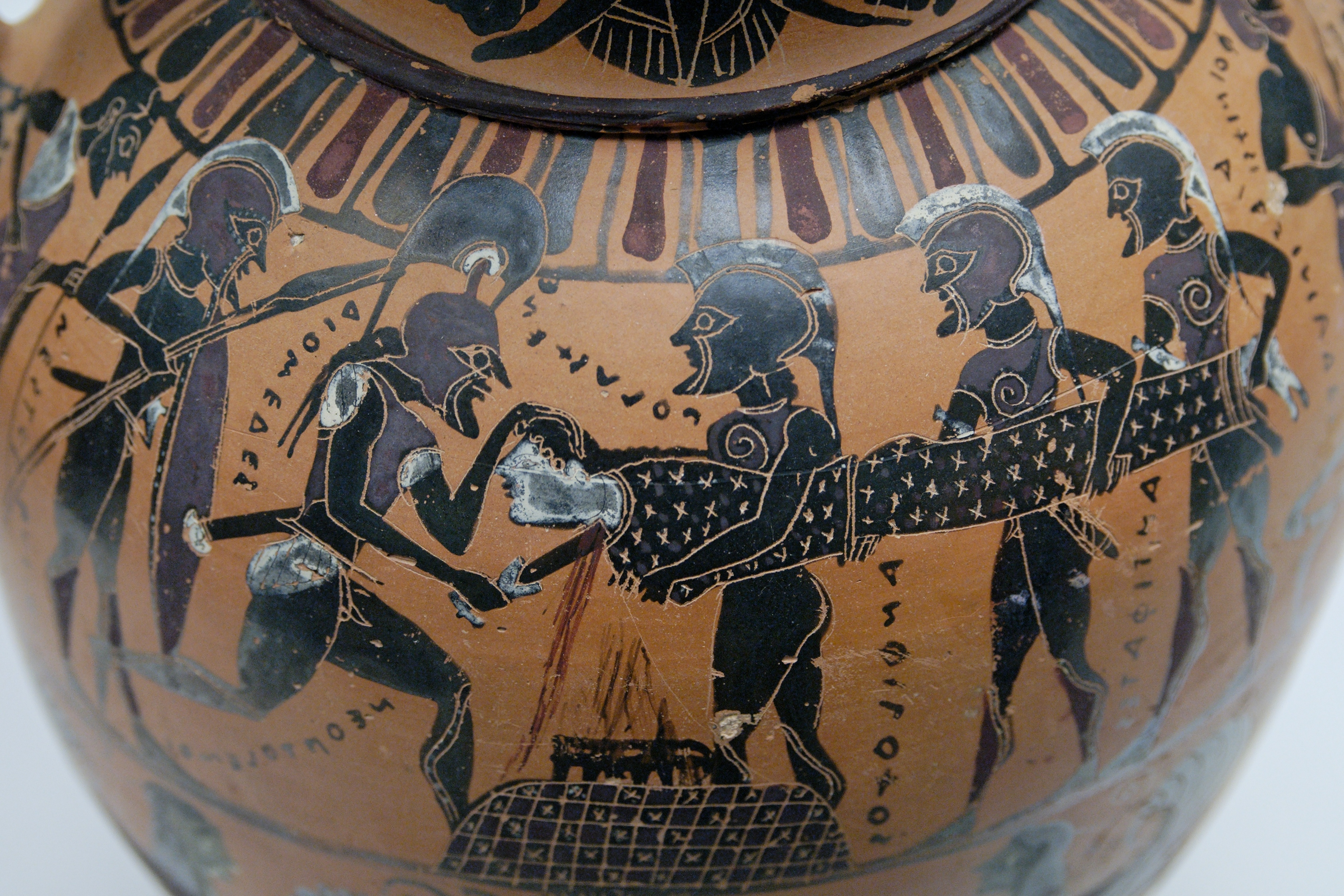
Políxena es sacrificada por Neoptólemo. Ánfora tirrénica de figuras negras, decorada por el Pintor de Timiades hacia 570-550 a. C.

En la mitología griega Políxena o Políxene (en griego Πολυξένη Poluxénê) era una princesa, hija de Hécuba y Príamo, reyes de Troya. Dares Frigio dice que «era blanca, alta, hermosa, de cuello largo, de ojos graciosos, de cabellos rubios y largos, proporcionada en sus miembros, de dedos alargados, de piernas rectas, de pies inmejorables, tal que por su hermosura aventajaba a todas, de carácter sencillo, desprendida y dadivosa».

## Leyendas

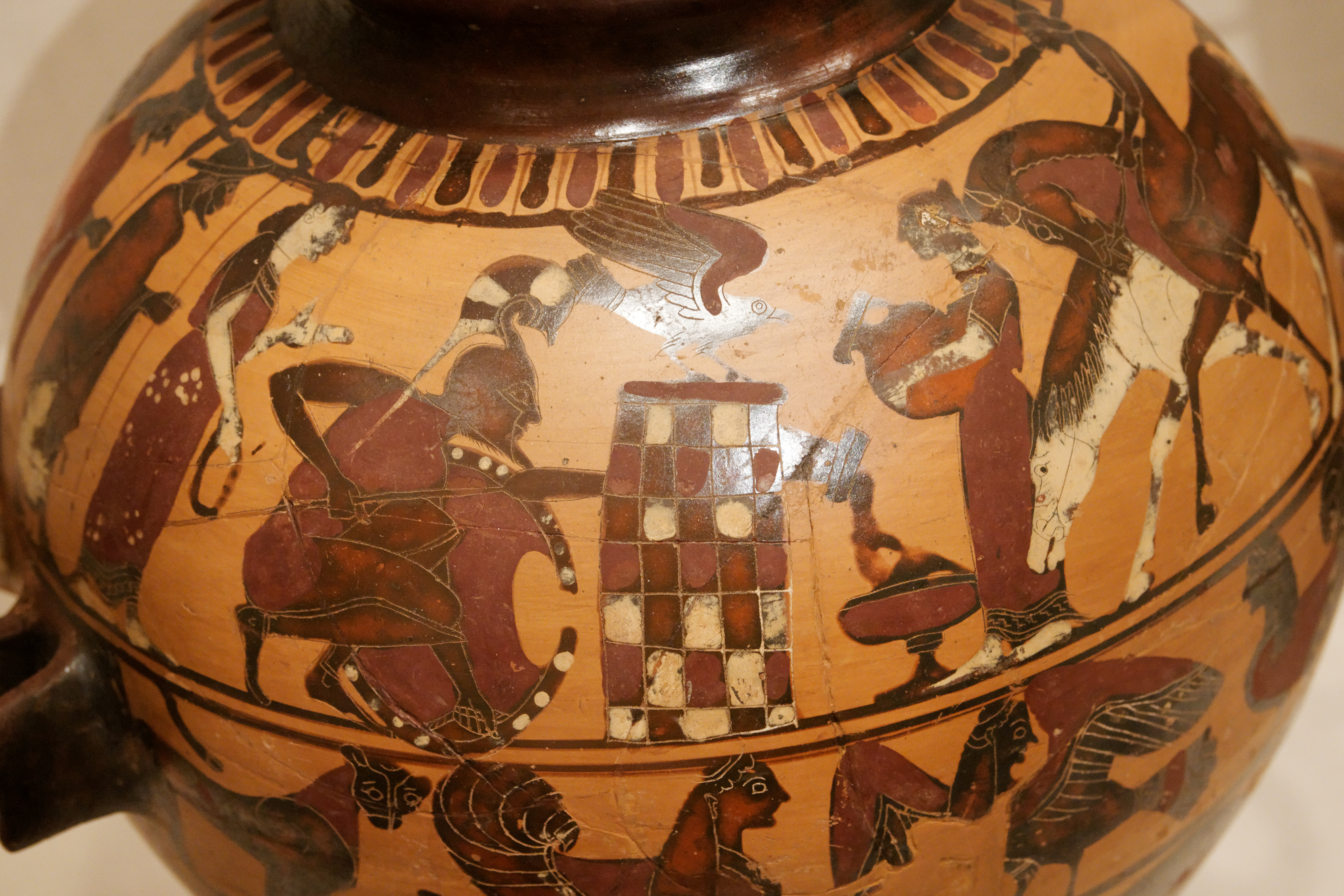
Aquiles tiende una emboscada a Troilo y Políxena. Hidria ática de figuras negras, hacia 560-550 a. C. Museo Metropolitano de Arte, Nueva York.

Un oráculo profetizó que Troya no sería derrotada si Troilo cumplía los veinte años de edad. Su hermana Políxena y él cayeron en una emboscada y Aquiles mató al joven pero ella pudo escapar. Se cuenta también que Aquiles pidió a los troyanos la mano de Políxena, pero el momento en que se enamoró de ella tiene muy diversas versiones: pudo ser durante la emboscada donde murió Troilo, o mientras ella participaba en un rito en honor a Apolo o cuando ella acudió a visitar el sepulcro de su hermano Héctor o cuando, tras la muerte de Héctor, ella contribuyó al rescate del cuerpo de su hermano arrojando desde los muros de Troya sus joyas u ofreciéndose personalmente a Aquiles para convertirse en su esclava. A cambio de poder casarse con la princesa troyana, se decía que Aquiles llegó a prometer que persuadiría a los aqueos para abandonar el sitio de Troya. El secreto de su talón vulnerable pudo ser averiguado por Políxena y así, en una ocasión en la que Aquiles se dirigía a encontrarse con Políxena o a concertar su casamiento en el templo de Apolo Timbreo, el héroe aqueo murió en una emboscada que le tendieron Deífobo y Paris o solo Paris. Más tarde, tras el saqueo de Troya, el eidolon (fantasma) de Aquiles se apareció a los supervivientes de la guerra y exigió que Políxena fuese sacrificada antes de que nadie pudiera marcharse. Su hijo Neoptólemo la decapitó sobre la tumba de Aquiles. También se ha mencionado que el sacrificio de Políxena tenía como finalidad propiciar unas condiciones favorables para el regreso de las naves aqueas a Grecia, una analogía con el sacrificio de Ifigenia, que tenía como fin conseguir vientos favorables para el trayecto de ida. Una versión minoritaria contaba que, en cambio, Políxena se había suicidado tras la muerte de Aquiles, clavándose una espada sobre su tumba, por amor a él.
«Que Políxena fue sacrificada por Neoptólemo lo dicen Eurípides e íbico. Pero el autor de las Cipríacas dice que, herida por Ulises y Diomedes en la captura de la ciudad, fue sepultada por Neoptólemo, según escribe Glauco».

## Representaciones artísticas

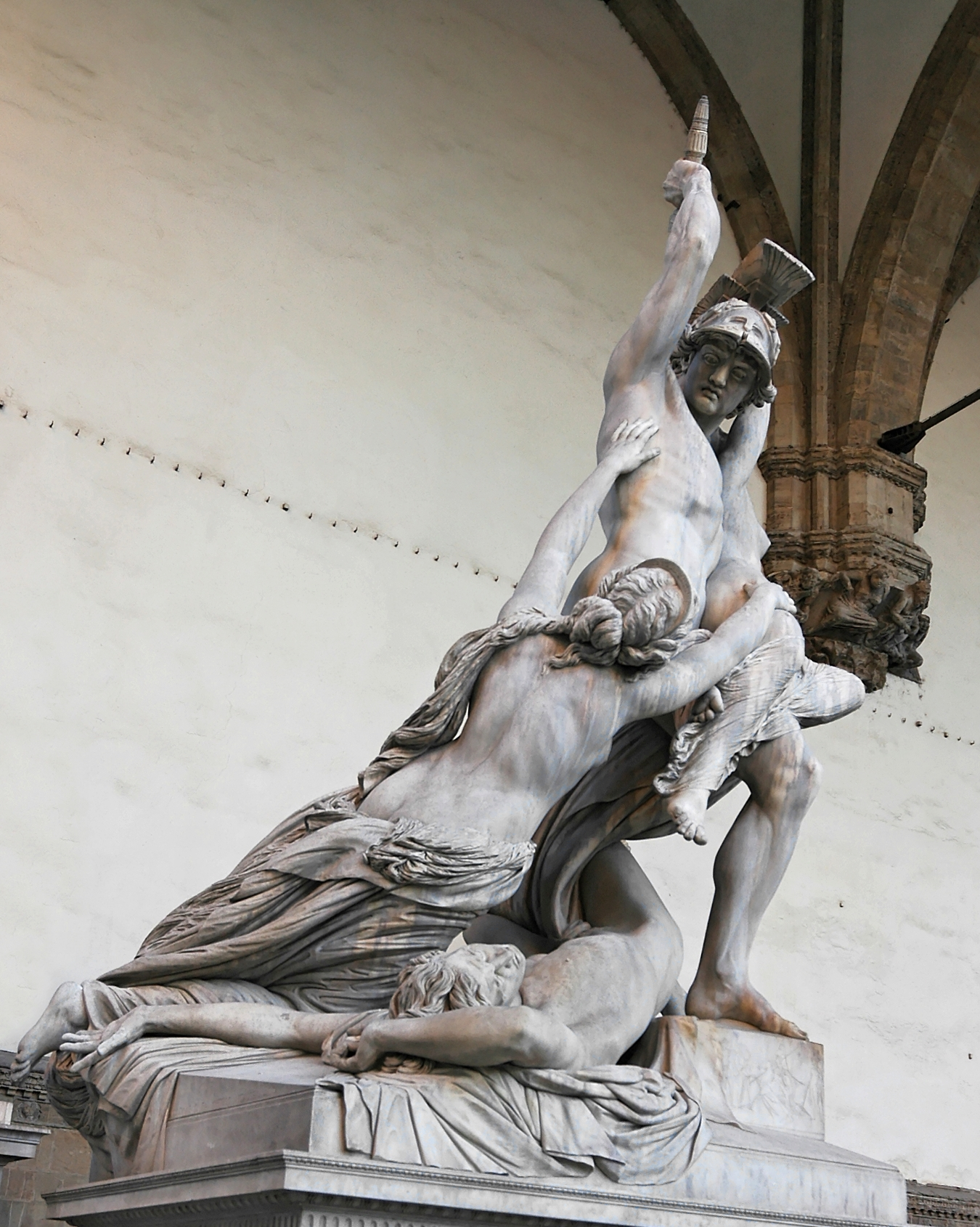
Neoptólemo arrebata a Políxena de los brazos de Hécuba, obra de Pio Fedi (1865), Loggia dei Lanzi, Florencia.